# Philotheria
Philotheria är ett släkte av insekter. Philotheria ingår i familjen Dictyopharidae.

## Dottertaxa tillPhilotheria, i alfabetisk ordning[1]
- Philotheria africana
- Philotheria antigone
- Philotheria apicata
- Philotheria apicemaculata
- Philotheria atbarae
- Philotheria ceryx
- Philotheria ceto
- Philotheria choraules
- Philotheria circe
- Philotheria conviva
- Philotheria damon
- Philotheria descellei
- Philotheria discalis
- Philotheria eurydice
- Philotheria gorgo
- Philotheria jacobii
- Philotheria lineata
- Philotheria maenalis
- Philotheria natalensis
- Philotheria nexa
- Philotheria ogadensis
- Philotheria ornata
- Philotheria pallidinervis
- Philotheria pallidior
- Philotheria pandion
- Philotheria rochetii
- Philotheria senegalensis
- Philotheria talassio
- Philotheria validirostris
- Philotheria vinula
- Philotheria viridis